# فرانك رامزي (كرة سلة)
فرانك رامزي (بالإنجليزية: Frank Ramsey) مواليد 13 يوليو 1931 في كردون، هو لاعب كرة سلة أمريكي سابق أصبح مدرباً بدأ مسيرته الاحترافية في سنة 1954. تم اختياره من قبل فريق بوسطن سيلتكس خلال الدرافت. يبلغ طوله 6 قدم 3 بوصة (1.9 م). اعتزل اللعب في 1964. فاز بلقب دوري إن بي إيه. دخل قاعة نايسميث التذكارية لمشاهير كرة السلة.

## روابط خارجية
- فرانك رامزي على موقع إن بي أي (الإنجليزية)
- فرانك رامزي على موقع سبورتس رفرنس (الإنجليزية)
- فرانك رامزي على موقع كلية كرة السلة في سبورتس رفرنس.كوم (الإنجليزية)
- فرانك رامزي على موقع ريلجم (الإنجليزية)
- فرانك رامزي على موقع بروبوليرز (الإنجليزية)
- فرانك رامزي على موقع قاعة المشاهير الجامعة الوطنية لكرة السلة (الإنجليزية)
- فرانك رامزي على موقع سبورتس رفرنس (الإنجليزية)